# Естелада

«Синя» естелада

«Червона» естелада

Естелада (кат. Estelada) — неофіційний прапор Каталонських земель, символ боротьби за незалежність Каталонії.
Виник як поєднання традиційного каталонського прапора з зіркою, вписаною в трикутник, — «синя Естелада». Згідно з 3 ст. тимчасової конституції Каталонської Республіки, прийнятої і затвердженої Установчими зборами Каталонії, які було скликано у вигнанні в 1928 році на Кубі, зокрема, передбачалось, що офіційний прапор Каталонської республіки повинен складатися з чотирьох червоних смуг на жовтому тлі, з розташованою поверх нього білою п'ятипроменевою зіркою в блакитному трикутнику. Даний варіант був, багато в чому, продиктований прикладом прапора Куби, а також духом успішної війни за незалежність на Кубі, яка офіційно проголосила створення республіки 20 травня 1902 року.
У 1960-х роках була утворена Соціалістична партія національного визволення каталонських територій (Partit Socialista d'Alliberament Nacional dels Països Catalans). Партія дотримувалася марксистської ідеології, тому колір зірки було замінено на червоний, так з'явилася червона Естелада.